# Colisão aérea em Chandler
A colisão no ar em Chandler em 2021 foi uma colisão aérea entre duas aeronaves em Chandler, Estados Unidos, em 1 de outubro de 2021. Um Piper PA-28-181 Archer II em um vôo de treinamento colidiu com um Robinson R22 perto de Phoenix, Arizona. O acidente ocorreu às 07:30, hora local.
O Piper PA-28-181 Archer II pousou com segurança com apenas danos ao trem de pouso esquerdo. Enquanto o Robinson R22 caiu e pegou fogo.